# Resolutie 2152 Veiligheidsraad Verenigde Naties
Resolutie 2152 van de Veiligheidsraad van de Verenigde Naties werd met unanimiteit aangenomen door de VN-Veiligheidsraad op 29 april 2014. De resolutie verlengde de VN-missie in de Westelijke Sahara met een jaar.

## Achtergrond
Begin jaren 1970 ontstond een conflict tussen Spanje, Marokko, Mauritanië en de Westelijke Sahara zelf over de Westelijke Sahara dat tot dan in Spaanse handen was. Marokko legitimeerde de aanspraak die het maakte op basis van historische banden met het gebied. Nadat Spanje het gebied had opgegeven, bezette Marokko er twee derde van. Het land is nog steeds in conflict met Polisario dat met steun van Algerije de onafhankelijkheid blijft nastreven.
Begin jaren 1990 kwam een plan op tafel om de bevolking van de Westelijke Sahara via een volksraadpleging zelf te laten beslissen over de toekomst van het land. Het was de taak van de VN-missie MINURSO om dat referendum op poten te zetten. Het plan strandde later echter door aanhoudende onenigheid tussen de beide partijen waardoor ook de missie nog steeds ter plaatse is.

## Inhoud
De partijen in en buurlanden van de Westelijke Sahara werd wederom gevraagd beter samen te werken met de Verenigde Naties teneinde de langdurige impasse te doorbreken. Ook werd hun verzocht de bestaande akkoorden inzake het staakt-het-vuren na te leven. Deze akkoorden werden weleens geschonden. Zowel Marokko als Polisario hadden in 2007 een voorstel gedaan en werden gevraagd elkaars voorstellen te bespreken. Verder moesten vertrouwensmaatregelen worden overeengekomen en moest de mensenrechtensituatie in de Westelijke Sahara en de vluchtelingenkampen in Tindouf verbeteren.
MINURSO's mandaat werd verlengd tot 30 april 2015. Intussen was een vijfde onderhandelingsronde nog steeds in voorbereiding. De twee partijen moesten realistisch zijn en bereid zijn tot een compromis. De hoge commissaris voor de Vluchtelingen zat regelmatig samen met de partijen en buurlanden om de vertrouwensmaatregelen — zoals bezoeken tussen gescheiden families — verder uit te bouwen. Verder steunde de Veiligheidsraad de vraag van de secretaris-generaal om vijftien bijkomende militaire waarnemers.

## Verwante resoluties
- Resolutie 2044 Veiligheidsraad Verenigde Naties (2012)
- Resolutie 2099 Veiligheidsraad Verenigde Naties (2013)
- Resolutie 2218 Veiligheidsraad Verenigde Naties (2015)

Lijst ·  2133 ·  2134 ·  2135 ·  2136 ·  2137 ·  2138 ·  2139 ·  2140 ·  2141 ·  2142 ·  2143 ·  2144 ·  2145 ·  2146 ·  2147 ·  2148 ·  2149 ·  2150 ·  2151 ·  2152 ·  2153 ·  2154 ·  2155 ·  2156 ·  2157 ·  2158 ·  2159 ·  2160 ·  2161 ·  2162 ·  2163 ·  2164 ·  2165 ·  2166 ·  2167 ·  2168 ·  2169 ·  2170 ·  2171 ·  2172 ·  2173 ·  2174 ·  2175 ·  2176 ·  2177 ·  2178 ·  2179 ·  2180 ·  2181 ·  2182 ·  2183 ·  2184 ·  2185 ·  2186 ·  2187 ·  2188 ·  2189 ·  2190 ·  2191 ·  2192 ·  2193 ·  2194 ·  2195